# 東京時代
東京時代（とうきょうじだい）とは、日本の歴史における時代区分で、1869年（明治2年）の東京奠都に伴い東京（東京都）が事実上の首都となってからの日本を指す呼称として考え出された概念の一つである。

## 背景
この「東京時代」という語は、後に静岡県知事となった川勝平太が、自著『経済史入門』（日本経済新聞出版社「経済学入門シリーズ」）中で唱えている語である。川勝は「明治維新より前は政権所在地で分けているのに、明治維新以後は元号というのはおかしい。」と述べている。
日本の歴史において、明治維新特に明治天皇によって一世一元の詔が発布され、所謂「一世一元の制」が確立した1868年（慶応4年/明治元年）以後の時代区分を、「明治時代（明治天皇）」「大正時代（大正天皇）」「昭和時代（昭和天皇）」「平成時代（上皇）」「令和時代（今上）」などと、元号で時代を区分する例が、特に学校教育に多い。
しかし、明治維新前は「平安時代」「鎌倉時代」「江戸時代」といった政権所在地にちなんだ名称や、「王朝時代」「武家時代」「戦国時代」「織豊時代」「徳川時代」のように政治体制（国家、王朝、政体、憲法、主権者）の変遷や時代的特徴に因んだ名称 が多い。
従って、明治維新及び東京奠都以後は、政権所在地が東京であるから「東京時代」として一括されるべきではないかという内容である。明治維新以後の日本での歴史の一括表現として、（大正末期より昭和初期までの「大大阪時代」を例外とすると）「東京時代」という名称が用いられる可能性があると考えられている。
ただし、日本の歴史における時代区分に対して、学校教育における外国史の時代区分では、中国の歴史だと「唐朝」「宋朝」「明朝」「清朝」、朝鮮の歴史だと「高麗」「李氏朝鮮」、ベトナムの歴史だと「李朝」「陳朝」、ドイツの歴史だと「ドイツ帝国」「ヴァイマル共和政」「ナチスドイツ」、フランスの歴史では「フランク王国」「フランス国」「第五共和政」というように、政治体制の変遷にちなんだ時代区分が多い。この方法に従う場合、第二次世界大戦の終結（1945年）を境にして、その前と後とでは、国号・憲法・主権者といった政体が全く違っているため、まとめて「東京時代」とは呼びにくい問題がある。
この場合、政体の転換点となった第二次世界大戦に着目して、大日本帝国憲法下の時代は「戦前」「戦中」、日本国憲法下の時代は「戦後」と呼ばれることが多い。なお、憲法名や国号にちなんで、「戦前」ではなく「大日本帝国」、「戦後」ではなく「日本国」と呼ぶ書籍もある。
こうした時代区分法は、現在から過去の歴史を見て区分する方法であるが、時代の変遷により、現在の時代区分の枠組みが変化する可能性もはらんでいる。例えば、東京から外の都市に遷都（首都機能移転）した後の時代や、東京が別の都市名に変更した後の時代は、必然的に「東京時代」とは別の名称となってしまう。
川勝は提唱すると同時に、東京時代は既に終わったとして「西洋文明を受容する時代は終わりました。室町時代が終わったように、東京時代も終わったのです。そうすると、新しい日本の形をどういうふうにしてあらわすか、という段取りになります。」と述べている。

## 旧来の時代との違い
「東京時代」の特徴として、川勝は「東京は西洋文明の変電所」という点を挙げている。
旧来の時代の特徴を見ると、奈良（平城京）や京都（平安京）が首都だった時代、特に安土桃山時代までは、奈良や京都といった政権所在地が、東洋文明を受け入れてその終着地になって来た。
江戸時代は、対中国と対オランダと対李氏朝鮮と対琉球と対蝦夷を除いて鎖国されており、徳川幕府の政権所在地である江戸は、「外国文明を日本全域に波及させる場所」とはならなかった。
しかし、東京が首都となった明治時代以後の日本を見ると、主に東京が西洋文明を受け入れる窓口となり、受け入れた西洋文明が東京で日本化され、日本化された西洋文明が東京から全国に波及した。そして、日本化された西洋文明を求めて、人々が東京に集まった。これらを象徴するキーワードが、1870年代の「文明開化」や、1960年代の「あゝ上野駅」である。